# De rechter (Lucky Luke)
De rechter (Le Juge) is het dertiende album in de Lucky Luke-stripreeks. Het verhaal is geschreven door René Goscinny en getekend door Morris. Het verscheen in 1957-1958 in het stripblad Spirou (stripblad). Het album is in 1959 uitgegeven door Dupuis.

## Inhoud
Lucky Luke krijgt van een veefokker opdracht om, samen met een paar andere cowboys, een kudde vee weg te brengen. Hij passeert op deze reis het gehuchtje Langtry. Daar maakt rechter Roy Bean misbruik van het recht om ermee te verdienen en de bewoners ermee te vermaken. Lucky Luke wordt door Bean opgepakt voor diefstal van vee (Bean wil gewoon een nieuwe rechtszaak) en naar Langtry gebracht. Daar is Lucky Luke getuige van de belachelijke rechtspraak van Roy Bean, die de enige rechter in Langtry is. Maar dan komt er concurrentie opdagen. Rechter Bad Ticket komt naar Langtry, waardoor er een langdurige ruzie tussen Bean en Ticket ontstaat waar heel Langtry onder lijdt. Daarom besluit Lucky Luke om de rechters te laten pokeren om wie de rechter wordt. Bean verliest en gaat weg. Bad Ticket voert echter veel schandelijkere praktijken door dan Bean, waardoor Lucky Luke Beans kant kiest. Als Ticket Lucky Luke hierom wil ophangen, redt Bean Lucky's leven. Bean en Lucky Luke besluiten Ticket te verdrijven. Dit lukt, met enige steun van de andere dorpelingen. Roy Bean wordt echter uit zijn ambt ontzet, vanwege zijn foute praktijken. Toch blijft hij in Langtry wonen. Daarna gaat Lucky Luke weer verder met zijn opdracht.

## Achtergronden bij het verhaal
- De excentrieke rechter Roy Bean (1825-1903) was een authentiek historisch personage.

## Film
In 1971 werd dit album verfilmd. De film Le Juge werd geregisseerd door Jean Girault. Het hoofdpersonage Lucky Luke kwam wel niet in de film voor en werd vervangen door een nevenpersonage genaamd Buck Carson.